# Sveti Vid (Cerknica, Slovenija)
Sveti Vid je naselje u slovenskoj Općini Cerknici. Sveti Vid se nalazi u pokrajini Notranjskoj i statističkoj regiji Notranjsko-kraškoj. 

## Stanovništvo
Prema popisu stanovništva iz 2002. godine naselje je imalo 46 stanovnika.